# 海特霍赫兰
海特霍赫兰（荷蘭語：Het Hogeland）是荷兰格罗宁根省北部的一个市镇，有49,434名居民。由于该地土地辽阔，贝德姆、伦斯（Leens）、温瑟姆和厄伊特赫伊曾（Uithuizen）都设有市镇机构。市政府和市议会设在后者。 

## 历史
该市镇于2019年1月1日由原市镇贝德姆、埃姆斯蒙德、德马尔讷和温瑟姆合并而成。 
四个市镇的市政当局于2016年10月13日同时向市议会提交了合并计划。结果是所有市议会都同意合并。
Middag地区或前市镇Ezinge自1990年以来一直是温瑟姆的一部分，并未并入海特霍赫兰，而是并入韦斯特夸蒂尔。   

## 名称
该市镇名称源自历史悠久的地区霍赫兰（Hogeland或Hoogeland，意为“高地”，而市镇名Het Hogeland中的“Het”为定冠词）。2017年，居民有机会通过调查投票选出最终名称，75％的居民选择了Het Hogeland，其它名称如Marenland和Hunsingo则被淘汰。 

## 方言
当地使用格羅寧根方言的一个变体，即霍赫兰方言（Hogelandsters）。 